# Powers of Ten
Pour les articles homonymes, voir Powers.
Pour plus de détails, voir Fiche technique et Distribution.
Powers of Ten (puissances de dix en français) est un documentaire américain réalisé par le couple de designers Charles et Ray Eames en 1977. Ce film propose un voyage entre l'infiniment grand et l'infiniment petit en 9 minutes. Il permet de relativiser la notion de taille dans l'univers, et peut-être d'apprécier la place de l'homme.

## Synopsis
Au commencement, un homme et une femme achèvent un pique-nique et entament une sieste au bord d'un lac à Chicago. La caméra qui les filme est placée à un mètre au-dessus d'eux. Elle reste centrée sur ce couple, mais va progressivement s'éloigner vers le haut, permettant au fur et à mesure d'avoir un champ de vision de plus en plus vaste sur ce qui entoure la scène initiale. La largeur du champ de vision et la hauteur du point de vue de la scène sont multipliées par 10 toutes les dix secondes, jusqu'à ce que l'on arrive aux limites observables de l'univers. Une fois « là », dans l'infiment grand, la caméra fait machine arrière, en accéléré, pour revenir sur la main de l'homme (toujours allongé sur l'herbe). La caméra pénètre alors la main de l'homme pour arriver cette fois à l'échelle du plus petit élément connu : le quark.

## Fiche technique
- Titre : Powers of Ten
- Réalisation : Charles Eames, Ray Eames
- Décors : Charles Eames, Ray Eames
- Musique : Elmer Bernstein
- Société de production et de distribution : IBM
- Pays d’origine : États-Unis
- Format : Couleurs - Son : Mono
- Genre : Documentaire
- Durée : 9 minutes
- Date de sortie : 1977

## Principe du film
Le principe du film est que toutes les 10 secondes le champ de vision s'agrandit à la puissance de 10. À la seconde 0, dans le champ de la caméra couvre un carré de 1 m de côté à l'intérieur duquel le spectateur observe les objets présent dans le champ. La caméra est placée en plongée verticale sur un couple achevant un pique-nique sur une étendue de gazon. À partir du premier top, la caméra s'éloigne de son sujet, un carré matérialise la surface de champ initial. La vitesse d'éloignement de la caméra est telle que la longueur du côté du champ est multipliée par 10 tous les 10 secondes ; ainsi à la seconde 10, le champ couvre une surface de 10 m x 10 m (101); à ce top, un nouveau carré blanc matérialise le changement d'échelle par rapport au premier carré du top 0. Et ainsi de suite. On voit donc défiler une succession de carrés dont les surfaces mesurées en mètres carrés correspondent à la succession des puissances de 10 (y compris le carré du top 0 de surface 1 m2 puisque 100=1). C'est d'ailleurs pour cela que le format de l'image est un carré (1:1). Le format du film, lui, est 1:1,36 ; sur le côté gauche de l'image est noté la longueur du dernier carré blanc, à droite sa longueur en puissance de 10 (projeté sur un écran de 1 m de haut, on aurait une image de 1 m de large et deux bandes de 18 cm de chaque côté, soit une largeur totale de 1,36 m). Le film commence donc à la puissance 100, l'univers observable correspond à 1024 (100 millions d'années-lumière) et un proton à 10-16 (0.000001 Ångström).
Dans l'ordre croissant, le film permet de voir un parc à côté d'un stadium, le Soldier Field, se trouvant dans une ville, Chicago, au bord d'un lac, le Michigan, en Amérique du Nord, sur la Terre, dans le système solaire, dans la Voie lactée, dans l'univers.
Dans l'ordre décroissant, la caméra filme la main, l'épiderme, le collagène, un lymphocyte, les chromosomes et l'ADN, les atomes, les électrons et enfin évoque les quarks d'un proton du noyau.
Les 9 minutes du film sont commentées par une voix off masculine et accompagnée par une musique d'orgue au synthétiseur. Si l'on parle de Powers of Ten comme d'un film, la majorité du film est constituée d'un enchaînement de fondus entre des images à différentes échelles.
Le film était une commande d'IBM. Powers of Ten a été sélectionné en 1991 pour faire partie du National Film Registry, un ensemble de films conservé à la bibliothèque du Congrès des États-Unis. Une publicité pour la société d'assurances française La Mondiale a repris l'idée de ce film.

## Inspiration
- Le film a sans doute inspiré la séquence finale de Men in Black de Barry Sonnenfeld.
- Il a également été parodié au début d'un épisode des Simpsons lors de la saison 15.
- Sanghon Kim réalise un clip psychédélique illustrant le morceau Oedo 606[1] de Surkin. Il y rend hommage au documentaire américain.

## VoirPowers of ten
- Le film est fréquemment montré dans le cadre d'expositions d'art, de design ou de sciences. Il lui arrive de passer à la télévision (Arte par exemple). En DVD zone 1, Powers of 10, ainsi que sa maquette (A Rough Sketch for a Proposed Film Dealing with the Powers of Ten and the Relative Size of Things in the Universe, 1968), est présent sur le premier volume de la série de cinq DVD "The Films of Charles & Ray Eames", édité par Image Entertainment (ASIN 6305943877). Il est présenté en 2013 au Centre Pompidou-Metz dans le cadre de l'exposition Rêves d'Icare[2].
- Une version, synchronisée avec la bande son du morceau "Microscopic" de l'album Gas 0095 (en)
- Dans la collection Belin/Pour la science, Les Puissances de dix  (ISBN 978-2-8424-5004-5) reprend en les commentant les 42 étapes du film.